# Phyllonorycter nigristella
Phyllonorycter nigristella is een vlinder uit de familie van de mineermotten (Gracillariidae). De wetenschappelijke naam van de soort werd voor het eerst geldig gepubliceerd in 1957 door Tosio Kumata.